# Paso De Castilla
Paso De Castilla (spanisch, in Argentinien Paso Cramer Norte) ist eine Meerenge vor der Danco-Küste des Grahamlands auf der Antarktischen Halbinsel. Sie liegt zwischen der Lemaire-Insel und der Lautaro-Insel und verbindet die Gerlache-Straße mit dem Lientur-Kanal.
Chilenische Wissenschaftler benannten sie nach dem spanischen Seefahrer Gabriel de Castilla (1577–1620). Namensgeber der argentinischen Benennung ist der französischstämmige Hydrograph und Rinderzüchter Ambrosio Crámer (1792–1839), der bei der Rebellion gegen den argentinischen Diktator Juan Manuel de Rosas ums Leben gekommen war.